# José Froilán González
José Froilán González (Arrecifes, 5 ottobre 1922 – Arrecifes, 15 giugno 2013) è stato un pilota automobilistico argentino, in carriera vincitore di 2 Gran Premi validi per il campionato mondiale di Formula 1.
I sostenitori argentini l'avevano soprannominato El Cabezón per via della sua grossa testa, mentre i tifosi europei lo chiamavano Il Toro della Pampa per il suo stile di guida irruente.
González viene soprattutto ricordato in quanto vincitore del primo Gran Premio di Formula 1 nella storia della Ferrari, il 14 luglio 1951 a Silverstone.

## Carriera

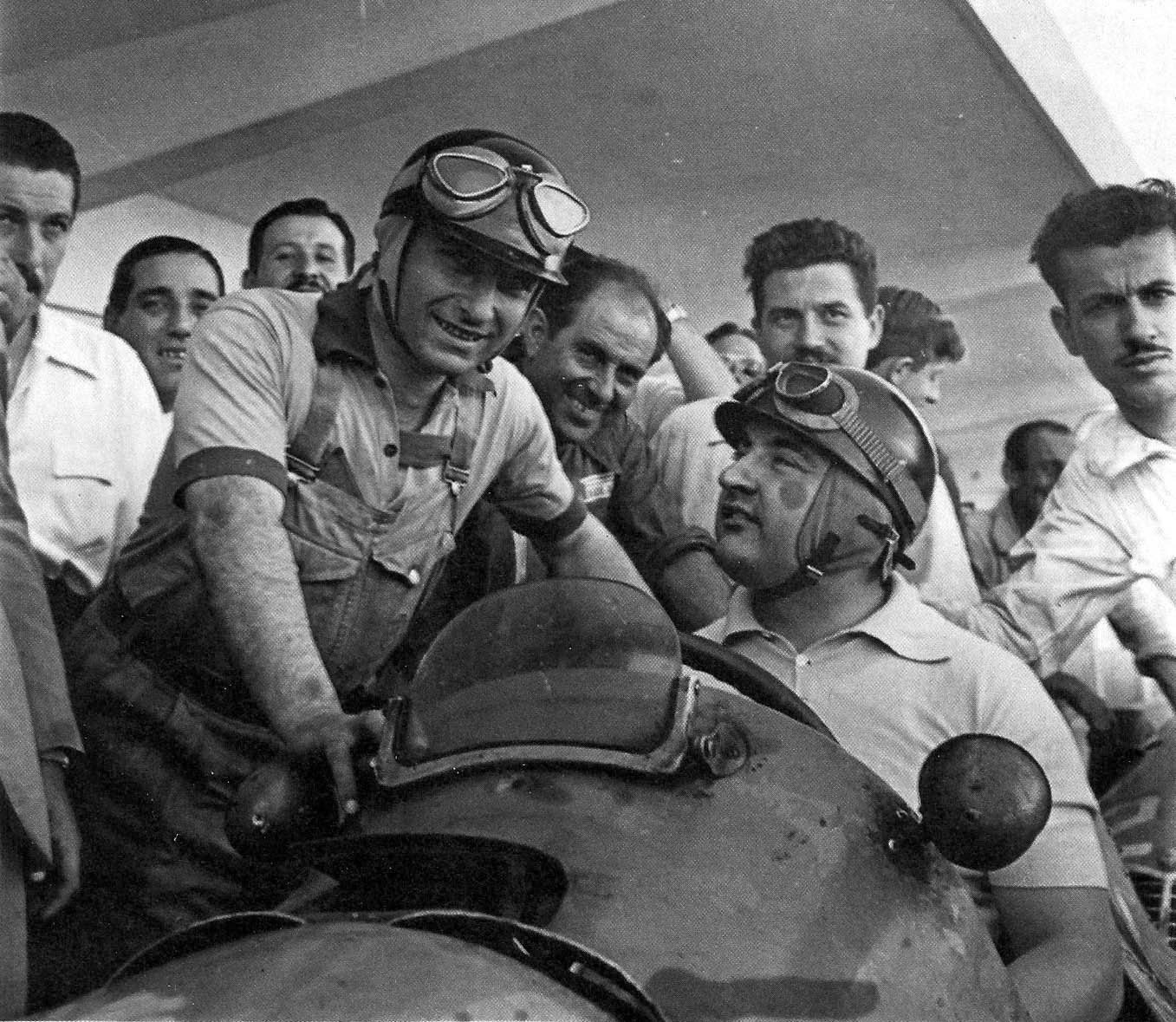
González (a destra) nel 1953 con il connazionale Juan Manuel Fangio

González debuttò in Formula 1 nel 1950 a Monte Carlo, su Maserati 4CLT della squadra di Achille Varzi, non terminando la gara poiché costretto al ritiro.
Fu quindi chiamato a Maranello da Enzo Ferrari, il quale imputava alla scarsa combattività dei suoi piloti il fatto che la neonata Ferrari non fosse ancora riuscita a vincere un Gran Premio; la conquista del titolo mondiale 1950 da parte della rivale Alfa Romeo e il successivo, negativo inizio di stagione 1951 avevano infatti gettato il Drake nel più completo sconforto. Impaziente di dimostrare la competitività delle proprie vetture, il Drake ingaggiò González e, tralasciando la ben nota parsimonia, gli promise anche in dono una berlinetta da competizione al primo Gran Premio conquistato.
Nel corso del 1951 il pilota argentino ottenne il primo podio con la 375 F1 in Francia, terminando al secondo posto e, nel successivo appuntamento in Gran Bretagna, colse la prima pole position e, soprattutto, la prima vittoria iridata nella storia ferrarista. In seguito, come pilota di vetture sport, vinse insieme a Maurice Trintignant la 24 Ore di Le Mans del 1954. Nello stesso anno, con la Ferrari vinse nuovamente a Silverstone battendo la competitiva squadra Mercedes.
È morto ad Arrecifes, sua città natale, nel 2013 all'età di 90 anni; è stato sepolto nel cimitero della cittadina stessa.

## Risultati

### Formula 1
| 1950 | Scuderia      | Vettura |  |     |  |  |  |     |  |  |  |  |  | Punti | Pos. |
| ---- | ------------- | ------- |  | --- |  |  |  | --- |  |  |  |  |  | ----- | ---- |
| 1950 | Achille Varzi | 4CLT/48 |  | Rit |  |  |  | Rit |  |  |  |  |  | 0     |      |

| 1951 | Scuderia                      | Vettura                    |     |  |  |    |   |   |   |   |  |  |  | Punti   | Pos. |
| ---- | ----------------------------- | -------------------------- | --- |  |  | -- | - | - | - | - |  |  |  | ------- | ---- |
| 1951 | José Froilán González Ferrari | Talbot-Lago T26C-GS 375 F1 | Rit |  |  | 2* | 1 | 3 | 2 | 2 |  |  |  | 24 (27) | 3º   |

| 1952 | Scuderia | Vettura |  |  |  |  |  |  |  |     |  |  |  | Punti | Pos. |
| ---- | -------- | ------- |  |  |  |  |  |  |  | --- |  |  |  | ----- | ---- |
| 1952 | Maserati | A6GCM   |  |  |  |  |  |  |  | 2** |  |  |  | 6,5   | 9º   |

| 1953 | Scuderia | Vettura |   |  |    |     |   |     |  |  |  |  |  | Punti       | Pos. |
| ---- | -------- | ------- | - |  | -- | --- | - | --- |  |  |  |  |  | ----------- | ---- |
| 1953 | Maserati | A6GCM   | 3 |  | 3* | Rit | 3 | 4** |  |  |  |  |  | 13,5 (14,5) | 6º   |

| 1954 | Scuderia | Vettura       |   |  |     |     |   |    |   |     |  |  |  | Punti         | Pos. |
| ---- | -------- | ------------- | - |  | --- | --- | - | -- | - | --- |  |  |  | ------------- | ---- |
| 1954 | Ferrari  | 625 F1 553 F1 | 3 |  | 4*† | Rit | 1 | 2* | 2 | 3*† |  |  |  | 25,14 (26,64) | 2º   |

| 1955 | Scuderia | Vettura |    |  |  |  |  |  |  |  |  |  |  | Punti | Pos. |
| ---- | -------- | ------- | -- |  |  |  |  |  |  |  |  |  |  | ----- | ---- |
| 1955 | Ferrari  | 625 F1  | 2* |  |  |  |  |  |  |  |  |  |  | 2     | 17º  |

| 1956 | Scuderia         | Vettura  |     |  |  |  |  |     |  |  |  |  |  | Punti | Pos. |
| ---- | ---------------- | -------- | --- |  |  |  |  | --- |  |  |  |  |  | ----- | ---- |
| 1956 | Maserati Vanwall | 250F VW2 | Rit |  |  |  |  | Rit |  |  |  |  |  | 0     |      |

| 1957 | Scuderia | Vettura |    |  |  |  |  |  |  |  |  |  |  | Punti | Pos. |
| ---- | -------- | ------- | -- |  |  |  |  |  |  |  |  |  |  | ----- | ---- |
| 1957 | Ferrari  | D50     | 5* |  |  |  |  |  |  |  |  |  |  | 1     | 21º  |

| 1960 | Scuderia | Vettura |    |  |  |  |  |  |  |  |  |  |  | Punti | Pos. |
| ---- | -------- | ------- | -- |  |  |  |  |  |  |  |  |  |  | ----- | ---- |
| 1960 | Ferrari  | 246 F1  | 10 |  |  |  |  |  |  |  |  |  |  | 0     |      |

| Legenda | 1º posto     | 2º posto | 3º posto    | A punti         | Senza punti/Non class.  | Grassetto – Pole position Corsivo – Giro più veloce |
| Legenda | Squalificato | Ritirato | Non partito | Non qualificato | Solo prove/Terzo pilota | Grassetto – Pole position Corsivo – Giro più veloce |

* Guida condivisa.
** Giro più veloce condiviso.
† González ha iniziato la gara in una Ferrari 553 Squalo, ma ha preso il posto di una delle 625 dei suoi compagni di squadra durante la gara.

### Gare extra campionato
| Anno    | Vettura           | 1       | 2       | 3       | 4      | 5       | 6       | 7       |
| ------- | ----------------- | ------- | ------- | ------- | ------ | ------- | ------- | ------- |
| 1950    | Maserati          | PAU Rit | SNR Rit | ALB 2   | OLA 7  | GIN Rit |         |         |
| 1950    | Maserati          | BUA 12  | ETO 6   |         |        |         |         |         |
| 1950    | Ferrari           |         |         | PAR 2   | SAN 2  |         |         |         |
| 1950    | Talbot            |         |         |         |        | RAF Rit |         |         |
| 1951    | Alfa Romeo        | BRC 4   |         |         |        |         |         |         |
| 1951    | Talbot-Lago       |         | PAR 2   |         |        |         |         |         |
| 1951    | Ferrari           |         |         | PES 1   | BAR 2  |         |         |         |
| 1951    | Ferrari           | BUA 1   | BUA 1   |         |        |         |         |         |
| 1952    | Ferrari           | GAV 1   | GOW 1   |         |        |         |         |         |
| 1952    | BRM               |         |         | ALB Rit |        |         |         |         |
| 1952    | Maserati          |         |         |         | MNZ NC |         |         |         |
| 1952    | Ferrari           | INT 3   | GAV 1   | BOA Rit | BUA 2  | BUA Rit |         | PIR 2   |
| 1952    | Maserati          |         |         |         |        |         | PIR Rit |         |
| 1953    | Maserati          | NAP 3   |         |         |        |         |         |         |
| 1953    | BRM               |         | ALB 2   |         |        |         |         |         |
| 1954    | Ferrari           | BUA 3   | SIR Rit | PAU Rit | BRX 1  | BRD 1   | BAR 1   | ROU Rit |
| 1955    | Ferrari           | BUA 3   |         |         |        |         |         |         |
| 1957    | Ferrari           | BUA NC  |         |         |        |         |         |         |
| 1960    | Ferrari-Chevrolet | BUA Rit |         |         |        |         |         |         |
| Legenda |                   |         |         |         |        |         |         |         |

### Campionato vetture sport
| 1953 | Scuderia         | Vettura            | Stati Uniti (bandiera) | Italia (bandiera)      | Francia (bandiera) | Belgio (bandiera)         | Germania Ovest (bandiera) | Regno Unito (bandiera) | Messico (bandiera) |
| ---- | ---------------- | ------------------ | ---------------------- | ---------------------- | ------------------ | ------------------------- | ------------------------- | ---------------------- | ------------------ |
| 1953 | Lancia           | Lancia D20         |                        |                        | Rit                |                           |                           |                        |                    |
| 1954 | Scuderia         | Vettura            | Argentina (bandiera)   | Stati Uniti (bandiera) | Italia (bandiera)  | Francia (bandiera)        | Regno Unito (bandiera)    | Messico (bandiera)     |                    |
| 1954 | Scuderia Ferrari | Ferrari 375 Plus   |                        |                        |                    | 1                         |                           |                        |                    |
| 1955 | Scuderia         | Vettura            | Argentina (bandiera)   | Stati Uniti (bandiera) | Italia (bandiera)  | Francia (bandiera)        | Regno Unito (bandiera)    | Italia (bandiera)      |                    |
| 1955 | Scuderia Ferrari | Ferrari 118 LM     | SQ                     |                        |                    |                           |                           |                        |                    |
| 1956 | Scuderia         | Vettura            | Argentina (bandiera)   | Stati Uniti (bandiera) | Italia (bandiera)  | Germania Ovest (bandiera) | Svezia (bandiera)         |                        |                    |
| 1956 | Maserati         | Maserati 300S      | 3                      |                        |                    |                           |                           |                        |                    |
| 1960 | Scuderia         | Vettura            | Argentina (bandiera)   | Stati Uniti (bandiera) | Italia (bandiera)  | Germania Ovest (bandiera) | Francia (bandiera)        |                        |                    |
| 1960 | Scuderia Ferrari | Ferrari Dino 246 S | Rit                    |                        |                    |                           |                           |                        |                    |

### 1000 km di Buenos Aires
| Anno    | Scuderia                  | Costruttore | Vettura            | Numero | Categoria | Classe | Co-Pilota           | Giri | Risultato assoluto | Risultato di classe |
| ------- | ------------------------- | ----------- | ------------------ | ------ | --------- | ------ | ------------------- | ---- | ------------------ | ------------------- |
| 1955    | Scuderia Ferrari          | Ferrari     | Ferrari 118 LM     | 10     | Sport     | S +3.0 | Maurice Trintignant | 27   | SQ                 | SQ                  |
| 1956    | Officine Alfieri Maserati | Maserati    | Maserati 300 S     | 32     | Sport     | S 3.0  | Jean Behra          | 101  | 3º                 | 1º                  |
| 1960    | Scuderia Ferrari          | Ferrari     | Ferrari Dino 246 S | 6      | Sport     | S 3.0  | Ludovico Scarfiotti | 38   | Rit                | Rit                 |
| Legenda |                           |             |                    |        |           |        |                     |      |                    |                     |

### 24 Ore di Le Mans
| Anno | Classe | N° | Gomme | Vettura                                      | Squadra             | Co-piloti           | Giri | Pos. Assol. | Pos. di Classe |
| ---- | ------ | -- | ----- | -------------------------------------------- | ------------------- | ------------------- | ---- | ----------- | -------------- |
| 1950 | S 3.0  | 33 | D     | Simca-Gordini T15S Simca 1.5L compresseur I4 | Automobiles Gordini | Juan Manuel Fangio  | 95   | Rit         | Rit            |
| 1951 | S 5.0  | 7  | D     | Talbot-Lago T26-GS Talbot-Lago 4.5L I6       | Henri Louveau       | Onofre Marimón      | 128  | Rit         | Rit            |
| 1953 | S 8.0  | 63 | P     | Lancia D20 Lancia 2.7L V6 Supercharged       | Scuderia Lancia     | Clemente Biondetti  | 213  | Rit         | Rit            |
| 1954 | S 5.0  | 4  | P     | Ferrari 375 Plus Ferrari 5.0L V12            | Scuderia Ferrari    | Maurice Trintignant | 302  | 1º          | 1º             |